# Лайдон, Джон
Джон Джо́зеф Ла́йдон (англ. John Joseph Lydon; также известен как Джо́нни Ро́ттен (англ. Johnny Rotten) (Джонни Гнилой); род. 31 января 1956 года) — британский рок-музыкант, фронтмен и основной автор песен панк-группы Sex Pistols (1975—1978), а позже Public Image Ltd. Джон Лайдон (согласно Allmusic) был «истинным мозгом Sex Pistols» и вошёл в историю рока как «один из самых влиятельных и почитаемых» исполнителей.
В середине 1970-х годов Лайдон оказался в центре внимания британских СМИ как выразитель протеста против музыкального истеблишмента, британской классовой системы и монархии; впоследствии — приобрёл репутацию остроумного комментатора, теле- и радиоведущего, а также — по выражению обозревателя журнала Q — «статус бесценного национального достояния».
Занял 87-е место в списке радиопередачи Би-Би-Си «100 величайших британцев» в 2002 году.

## Биография
Джон Лайдон родился в католической рабочей семье выходцев из Ирландии (отец — водитель грузовых машин, мать работала в баре) и вырос в Финсбери-парке на севере Лондона, в семье был старшим из четырёх братьев. Лайдон обучался в школе Св. Уильяма в Ислингтоне, где в числе его друзей были Дэвид Кроу (впоследствии участник PiL) и Тони Пёрселл, один из пионеров интернет-индустрии в Шотландии.

### Школьные годы
В возрасте семи лет Лайдон заболел менингитом спинного мозга; в течение полугода он время от времени впадал в кому, из-за чего утратил большую часть детских воспоминаний. Из-за болезни у него также резко ухудшилось зрение (вследствие чего развилась ставшая впоследствии знаменитой манера «пронзать взглядом») и на всю жизнь остался заметно искривлённым позвоночник. Вследствие этого в школе он был очень замкнут и застенчив, получив от сверстников прозвище «болван» («dummy»). Очень скоро, однако, Лайдон (как отмечает С. Хьюи, Allmusic) проявил остроумие, творческую одарённость и оригинальность — «качества, совсем не обязательно приветствуемые в британской системе школьного образования».
Незадолго до экзаменов Джон Лайдон был исключён из католической школы (как утверждается, на официальном сайте — «за непочтительность к учителям и нежелание быть как все») и образование заканчивал — сначала в колледже Хакни-энд-Стоук Ньюингтон (англ. Hackney & Stoke Newington College), затем в Кингсвэй-колледж (англ. Kingsway College). Здесь он познакомился с Сидом Вишесом, а кроме того, обрёл свободу самовыражения и начал культивировать «анти-фешенебельный» имидж, впоследствии ставший символом панк-культуры. К этому времени Лайдон всерьёз заинтересовался экспериментальной и авангардной музыкой, даб-культурой. Его любимыми исполнителями были Капитан Бифхарт, Nico, Can, Magma и Van der Graaf Generator.

### The Sex Pistols
К 1975 году Джон Лайдон стал одним из завсегдатаев фетиш-магазина SEX, созданного Малкольмом Маклареном и Вивьен Вествуд. Макларен, незадолго до этого дебютировавший в качестве менеджера New York Dolls, взял под опеку новую группу Sex Pistols, организованную Стивом Джонсом, в состав которой входили также Глен Мэтлок и Пол Кук. Лайдон произвёл на Макларена впечатление — как внешним видом (рваная майка с надписью: «Я ненавижу Pink Floyd», выкрашенные в зелёный цвет волосы), так и исполнением песни Элиса Купера «I’m Eighteen» (под аккомпанемент музыкального автомата). Лайдону была предложена роль фронтмена. Именно тогда участники группы по инициативе Стива Джонса прозвали Лайдона «Джонни Роттен» («Джонни Гнилой»), имея в виду состояние его зубов.

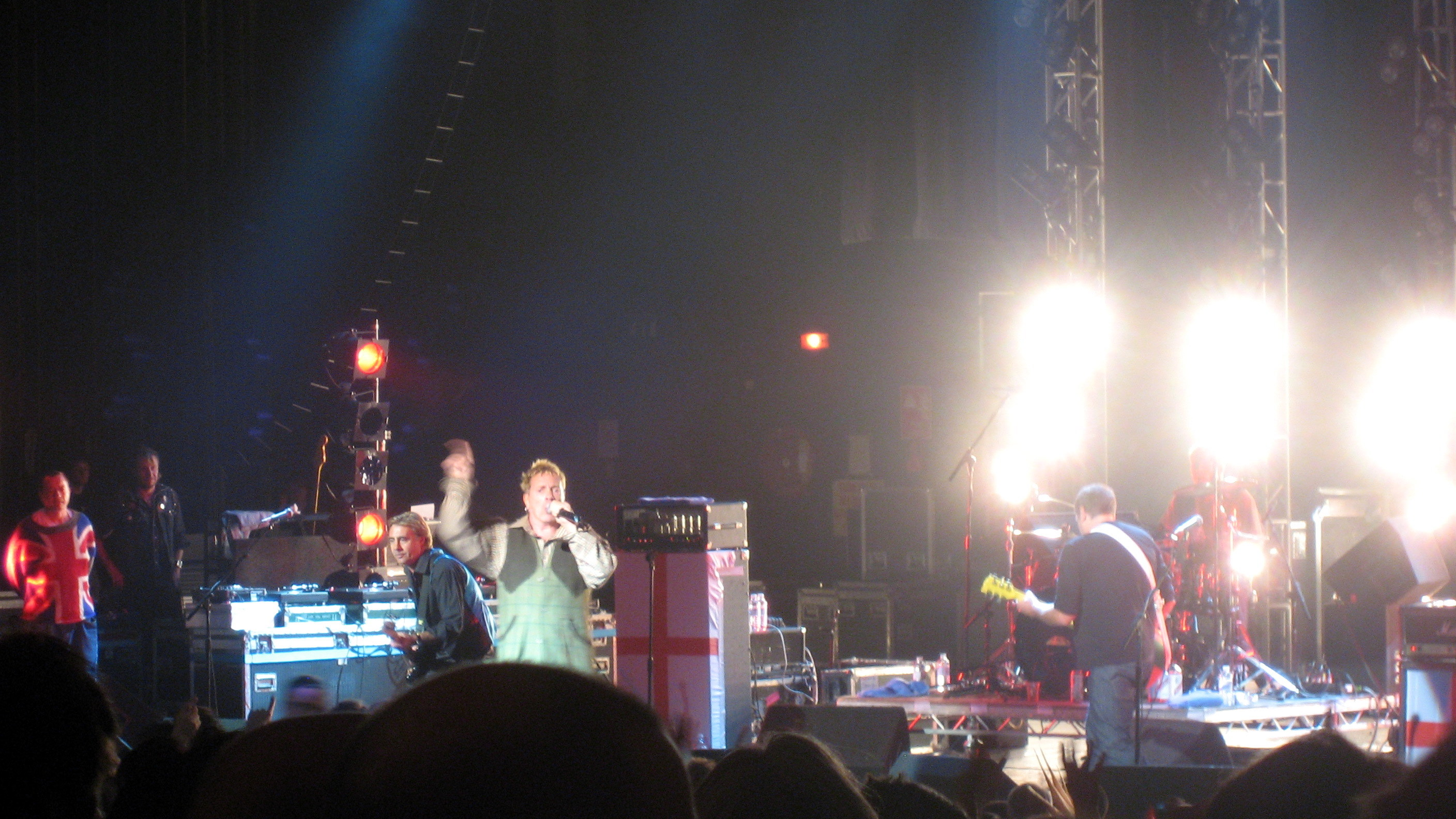
Sex Pistols, 2007

Спустя шесть месяцев после прихода Лайдона в Sex Pistols, 6 ноября 1975 года группа дебютировала с концертной программой в художественном колледже Сент-Мартинз. Эмоциональное вокальное исполнение и вызывающие тексты их фронтмена очень скоро превратили новоиспечённый музыкальный коллектив в лидеров панк-движения (при том, что термин этот всегда для Джона Лайдона оставался ненавистным).
Вскоре в составе группы начались трения между Лайдоном и басистом Гленом Мэтлоком; последний, по мнению вокалиста, был «белым воротничком» и слишком «превозносил Beatles». Мэтлок в автобиографии утверждал, что все конфликты в составе, включая этот, дирижировались Маклареном. После ухода Мэтлока Лайдон предложил ввести в состав своего друга из коледжа Джона Саймона Ричи, более известного под именем Сид Вишес.
Впервые по-настоящему знаменитым он стал в декабре 1976 года, когда имя «Джонни Роттен» стало «самым страшным ругательством в устах домохозяек». Это произошло после того, как в телепрограмме Today Лайдон удовлетворил просьбу ведущего Билла Гранди сказать «что-нибудь грубое».
Сочетание двух талантов — Макларена (идеолога провокации) и Роттена, красноречивого выразителя крайне язвительного и иронического отношения к социальной системе, — произвело ошеломляющий эффект. Тексты Лайдона «Anarchy in the U.K.» и особенно «God Save the Queen» («…она — не человеческое существо») не только шокировали широкую публику, но и вызвали ярость монархистов. В июне 1977 года на группу было совершено нападение, и Лайдон был ранен ножом в ладонь.
К концу 1977 года возникла другая причина для трений между Лайдоном с одной стороны и остальными участниками группы и Маклареном — с другой: отношения Вишеса с Нэнси Спанджен. Последний для себя концерт Sex Pistols в сан-францисском зале «Winterland» в январе 1978 года Лайдон завершил риторическим вопросом, обращённым к аудитории: «Когда-нибудь возникает ощущение, что вас дурачат?» (англ. Ever get the feeling you've been cheated?) Вскоре после этого Лайдон ушел из группы а Макларен, Джонс и Кук отправились в Бразилию записываться с Ронни Биггсом, участником знаменитого ограбления поезда. Лайдон отказался за ними последовать, выразив скептическое отношение к идее.
Разложение и распад Sex Pistols был документирован в сатирической киноленте Джулиана Темпла «Великое рок-н-ролльное надувательство», в которой Лайдон принять участие отказался, считая, что проект находится под слишком жёстким контролем Макларена,из-за этого его заменили другим похожим на него музыкантом. Много лет спустя, однако, он согласился с участием Темпла в работе над документальным фильмом о Sex Pistols под названием The Filth and the Fury, где рассказал о падении и смерти Сида Вишеса.

#### Воссоединение
В 1996 году Джон Лайдон принял участие в воссоединении Sex Pistols (хотя прежде клялся, что такого не произойдёт никогда), провёл с группой коммерчески успешное летнее турне и выпустил альбом Filthy Lucre Live. В 2008 году в составе Sex Pistols Лайдон провёл Combine Harvester Tour, выступив с концертами и в России.

### Public Image Limited
В конечном итоге роковыми для судьбы Sex Pistols стали (как отмечает Allmusic) некомпетентность: музыкальная — Вишеса, деловая — Макларена. После концерта в Сан-Франциско практически без гроша в кармане Лайдон вылетел в Англию и почти сразу же образовал Public Image Limited, где стал выступать уже под своим собственным именем. Группа просуществовала 14 лет; Лайдон всё это время оставался её единственным постоянным участником.
В творчестве своей новой группы он в неожиданном сочетании свёл несколько музыкальных стилей и идей. Смена направления с одной стороны — оттолкнула от Лайдона многих фанатов его прежней группы, с другой — привлекла к нему аудиторию с более разнообразными и радикальными музыкальными предпочтениями и сблизила его с постпанк-сценой, поставив в один ряд с Wire, The Fall и Gang of Four. Особенно высоко музыкальная критика оценила второй альбом Metal Box (известный также как Second Edition); считается, что он оказал значительное влияние на развитие индастриала.
В 1986 году Лайдон вернул себе через суд право на использование творческого псевдонима «Роттен» (ранее Макларен запретил музыканту использовать это имя), и, в результате его судебной победы над Маклареном Sex Pistols получили полный контроль над своим музыкальным материалом.
Группа много гастролировала; в 1988 году прошёл концерт в Советском Союзе (Таллин). Параллельно с участием в PiL Лайдон принял участие в ряде оригинальных совместных проектов, наиболее заметными из которых были сотрудничество с Afrika Bambaataa («World Destruction», 1984) и танцевальным дуэтом Leftfield («Open Up», 1993).

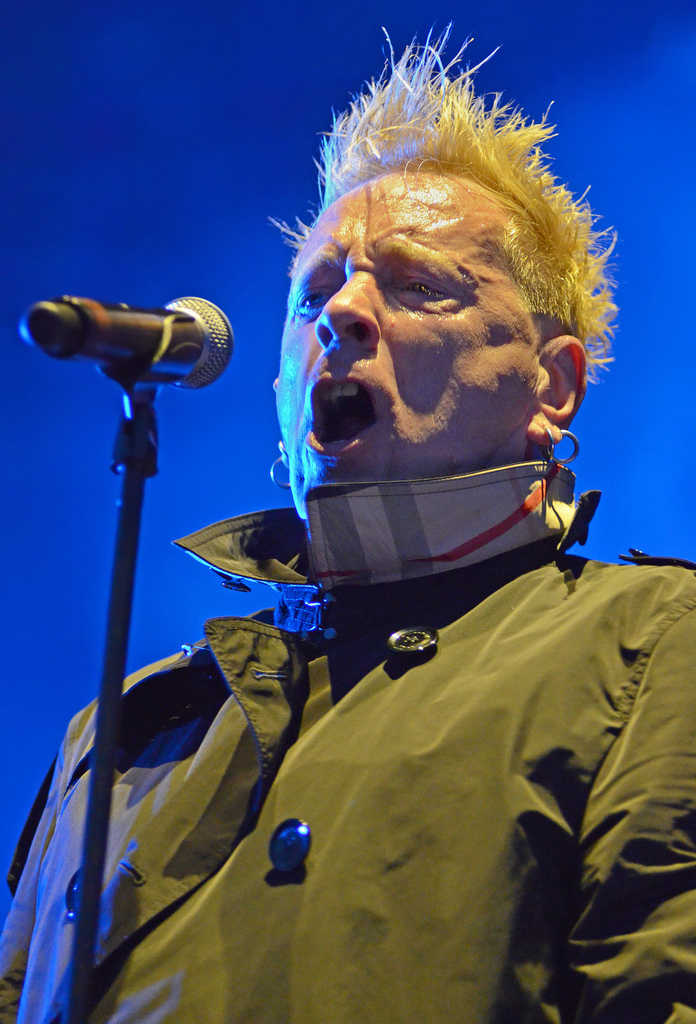
Джон Лайдон в составе группы PIL на концерте в Барселоне, 2011

Альбом PiL That What Is Not (1992) был встречен критикой с меньшим энтузиазмом, нежели предыдущие. Лайдон взял паузу и выпустил книгу мемуаров «Роттен: Вход ирландцам, чёрным и собакам воспрещён» (англ. Rotten: No Irish, No Blacks, No Dogs), в работе над которой приняли участие Пол Кук и Стив Джонс, а также друзья и сотрудники: Джон Рэмбо Стивенс, Джульен Темпл, Крисси Хайнд, Билли Айдол и другие. В 1995 году Лайдон рассказал корреспонденту журнала Q, что работает над второй частью автобиографии, охватывающей годы, проведённые в Public Image Limited. В 1992 году коллектив Джона распался.

### Сольная карьера
Первоначально предполагалось, что Лайдон займётся сольной карьерой, но успех автобиографии изменил его планы. Лишь в 1997 году, после концертного турне воссоединённых Sex Pistols, вышел первый сольный альбом Джона Лайдона Psycho's Path, в котором к основным характеристикам прежнего звучания PiL добавились элементы танцевальной электроники. После этого он лишь эпизодически возвращался к студийной работе.

## Воссоединение PiL
В сентябре 2009 было объявлено, что PiL соберутся для того чтобы отыграть пять концертов в Англии. Джон Лайдон финансировал воссоединение, используя деньги, которые он заработал от рекламы британского масла. «Деньги, которые я заработал от рекламы, полностью пошли на воссоединение PiL», — сказал Лайдон. Тур породил выпуск концертного альбома ALiFE 2009. В апреле 2010 группа начала обширный североамериканский тур.
В ноябре 2009 Лайдон сказал, что у PiL может появиться возможность записать новый альбом, если они заработают достаточно денег от концертов или получат деньги от звукозаписывающей компании. Летом 2011 года коллектив записал новый альбом в студии Винкрафт, в Коствуде, Англия. После записи пластинки, 30 ноября 2011, группа зарегистрировала собственный лейбл PiL Official Limited, как частная компания с ограниченной ответственностью в Великобритании. Сначала вышел новый сингл «One Drop», а 28 мая группа выпустила первый за двадцать лет официальный студийный альбом «This is PiL».

## Сотрудничества
В 1984 году Лайдон вместе с Afrika Bambaataa и Биллом Ласвеллом принял участие в записи сингла «World Destruction» группы Time Zone, вошедшего в историю как один из ранних экспериментов по смешению стилей рэпа и рока. Песня, намного опередившая аналогичные попытки Run-DMC, вошла в сборник Afrika Bambaataa Zulu Groove (1984).

## Работа в кино и на телевидении
В 1983 году Джон Лайдон снялся в одной из главных ролей (вместе с Харви Кейтелем) в фильме «Order of Death». При том, что сам фильм был раскритикован, работа Лайдона получила высокие оценки специалистов. В 2000 году он снялся в эпизодической роли в фильме «The Independent» и выступил в качестве ведущего в фильме о скейтбординге с участием Flip Skate Team.
На британском телевидении Лайдон вёл сериал «John Lydon’s Megabugs» на канале Discovery (2005—2006), а также специальные программы о естествознании на канале Channel 5: «John Lydon’s Shark Attack» и «John Lydon Goes Ape». Он участвовал в аналогичных образовательных телепроектах в США и других европейских странах. В 2000 году Лайдон запустил свой собственный проект Rotten TV на VH1, а в 2004—2005 годах принял участие в съёмках телепередачи «I’m a Celebrity Get Me Out Of Here!», проводившихся на необитаемом тропическом острове.
В 2007 году Лайдон в качестве члена жюри принял участие в телевизионном конкурсе «Battle of the Bands» (Bodog TV, 2007), где соревнуются группы, не имеющие контракта. Параллельно он снял новый телесериал «Johnny Rotten Loves America», содержание которого (как утверждается на его официальном сайте) оказалось неприемлемым для американского телевидения.

## Отзывы критики
В апреле 2007 года журнал Q вывел Джона Лайдона на #16 в списке «100 лучших вокалистов» с комментарием:
Лайдон остаётся идеальным примером анти-вокалиста: за тридцать лет его голос ничуть не утратил той мощи, которой он <всегда> привлекал к себе внимание. И сила его влияния не ослабевает; сегодня оно заметно в творчестве — не только много чем обязанного Sex Pistols Лиэма Галлахера, но практически всех сколько-нибудь необычных вокалистов, от Марка Э. Смита до Майка Скиннера.Джонни Дэйвис, 2007

## Личная жизнь
Лайдон был женат на Норе Форстер (Nora Forster), которая на 14 лет его старше. Собственных детей у них нет, но Лайдон был отчимом Ари Ап, умершей дочери Форстер, вокалистки панк-группы The Slits. Джон и Нора жили в Лос-Анджелесе, Калифорния. Последние годы жизни Нора страдала от болезни Альцгеймера. Лайдон не скрывал состояние супруги и, напротив, демонстрировал много заботы и нежности, в её отношении. Нора Фостер скончалась 6 апреля 2023 года. 
Любимый футбольный клуб — лондонский «Арсенал».

## Книги
- Rotten: No Irish, No Blacks, No Dogs — 1993
- Mr Rotten’s Scrapbook — 2010
- Punk: Chaos to Couture — 2013
- Anger Is an Energy: My Life Uncensored — 2014
- I Could Be Wrong, I Could Be Right — 2020

## Дискография
Студийные альбомы
- 1997 Psycho's Path

Сборники
- 2005 The Best of British £1 Notes

Синглы
- 1984 World Destruction (совместно с Afrika Bambaataa)
- 1993 Open Up (совместно с Leftfield)
- 1997 Sun